# ドラゴンクエスト あるくんです
『ドラゴンクエスト あるくんです』は、エニックス（現スクウェア・エニックス）から発売されたドラゴンクエストシリーズの電子ゲーム。

## 概要・システム

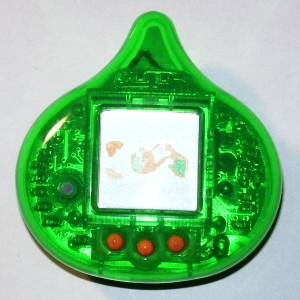
あるくんです

ドラゴンクエストシリーズを代表するモンスターであるスライムを育成する携帯ゲーム。第1作『ドラゴンクエスト あるくんです』は、1998年3月に発売された。その1年後の1999年4月には『ドラゴンクエスト あるくんです2 そして、しあわせに…』も発売されている。
当時流行していた『たまごっち』に代表される育成ゲームに歩数計の要素を加えたゲームである。本体を携帯して歩き、歩数を増やしていくことにより、それに応じてゲーム中のスライムがマップ上を移動するシステムになっている。ゲーム内で何らかのイベントが発生している間は歩数カウントがなされない等、同時期に登場した同コンセプトのゲーム機（下記参照）と比較すると、歩数計としての機能よりもゲーム性を重視した存在と言える。
マップには平地や草原、海などといった地形があり、地形上を歩くごとにその地形に対する「なじみ度」が上昇。そして「なじみ度」が一定値に達するとスライムがホイミスライムやマリンスライムなどさまざまな種に変化する。
また、一定歩数や条件により、敵モンスターとの戦闘が発生し、戦闘に勝つとアイテムが手に入る。
「東京おもちゃショー2010」において、久々の続編となる『ドラゴンクエスト あるくんですリターンズ』が発表された。新たに防犯ブザーが搭載されている。

## 関連商品

### ガイドブック
- ドラゴンクエストあるくんです 公式ガイドブック (ISBN 4870253038)
- ドラゴンクエスト あるくんです2 そして、しあわせに… 公式ガイドブック (ISBN 4757500009)

### 漫画作品
- ドラゴンクエスト あるくんです 4コママンガ劇場 (ISBN 4870253208)
- ドラゴンクエスト あるくんです 4コママンガ劇場 2 (ISBN 4870253674)